# フランチェスコ・メルツィ
フランチェスコ・メルツィ（Francesco Melzi）、またはフランチェスコ・デ・メルツィ (Francesco de Melzi) (1491–1570年) は、ロンバルディアのミラノ貴族の家庭に生まれたイタリアの画家である。レオナルド・ダ・ヴィンチの弟子となり、レオナルドの生涯ずっと彼の最も親しい助手となった。レオナルドの死後、彼が残したすべての手稿の法的執行者となり、それらを編集し、『絵画論』として出版した。

## 青年期と修業
フランチェスコの父、ジェロラモ・メルツィはフランチェスコ2世・スフォルツァの軍事技師であり、ルイ12世 (フランス王) 支配下のミラノで軍団長であった。フランチェスコは家族とともにヴァプリオ・ダッダのヴィラ・メルツィ  (ロンバルディアのベッラージョにあるヴィラ・メルツィ・デリルとは別) に住んでいたが、ヴィラ・メルツィは今日でもメルツィ・デリル (Melzi d'Eril) の所有である(p19)。フランチェスコはミラノの宮廷で育ち、適切な礼儀作法とよい教育を授けられたが、その教育の中には芸術も含まれていた。彼は芸術になかなかの才能があり、懸命に学んだ。
しかし、ミラノの宮廷の名門家系の一員としてメルツィは成長するにつれ、レオナルド・ダ・ヴィンチがいなかったら、芸術の学問を中断することになったであろう政治的、社会的責任を持っていたことであろう。レオナルドは、1505年ごろ、しばらくの間ミラノに戻り、メルツィの家族とともに滞在した。彼が初めてフランチェスコに出会ったのはその時で、フランチェスコのよい性質と容貌の良さに惹かれたのである。レオナルドの伝記では、彼はフランチェスコに出会った後に、意図していたより長くミラノに滞在しなければならないように感じたと主張されている(p381)。フランチェスコは文献では魅力的で優雅であると記述され、彼の年代の少年に典型的なぎこちなさや礼儀作法の欠如などのない青年であった(p381)。フランチェスコとレオナルドのもう1人の弟子ジョヴァンニ・アントーニオ・ボルトラッフィオは才能ある画家であり、賢く、学識があったので、他の学生たちから際立っていた。宮廷で育ったため、フランチェスコは優雅で尊厳があり、非常によい教育を身に着けていた(p351)。2人が出会ってからすぐに、フランチェスコはレオナルドの工房で学び始め、仕事をし始めたが、すぐに師匠のお気に入りの弟子となり、最も献身的な弟子となった。このことにもかかわらず、見習い画家フランチェスコについては非常にわずかしか記述されておらず、彼について知られていることはほぼ完全にレオナルドとの関わりにおいてである。
フランチェスコ以外に、レオナルドの弟子たちは誰も著名な画家とはならなかった。フランチェスコはよく知られているわけではないが、レオナルドの絵画に関する注釈を最初に集め、構成し、保存し、『絵画論』として知られる手稿に変貌させた人物として言及されている。1519年のレオナルドの死後、フランチェスコはイタリアに帰り、アンジョーラ・ディ・ランドリアーニ (Angiola di Landriani) と結婚し、8人の子供の父親となった(p371)。子供の1人のオラツィオ (Orazio) は1569-1570年のフランチェスコの死後、レオナルドの手稿を相続した。

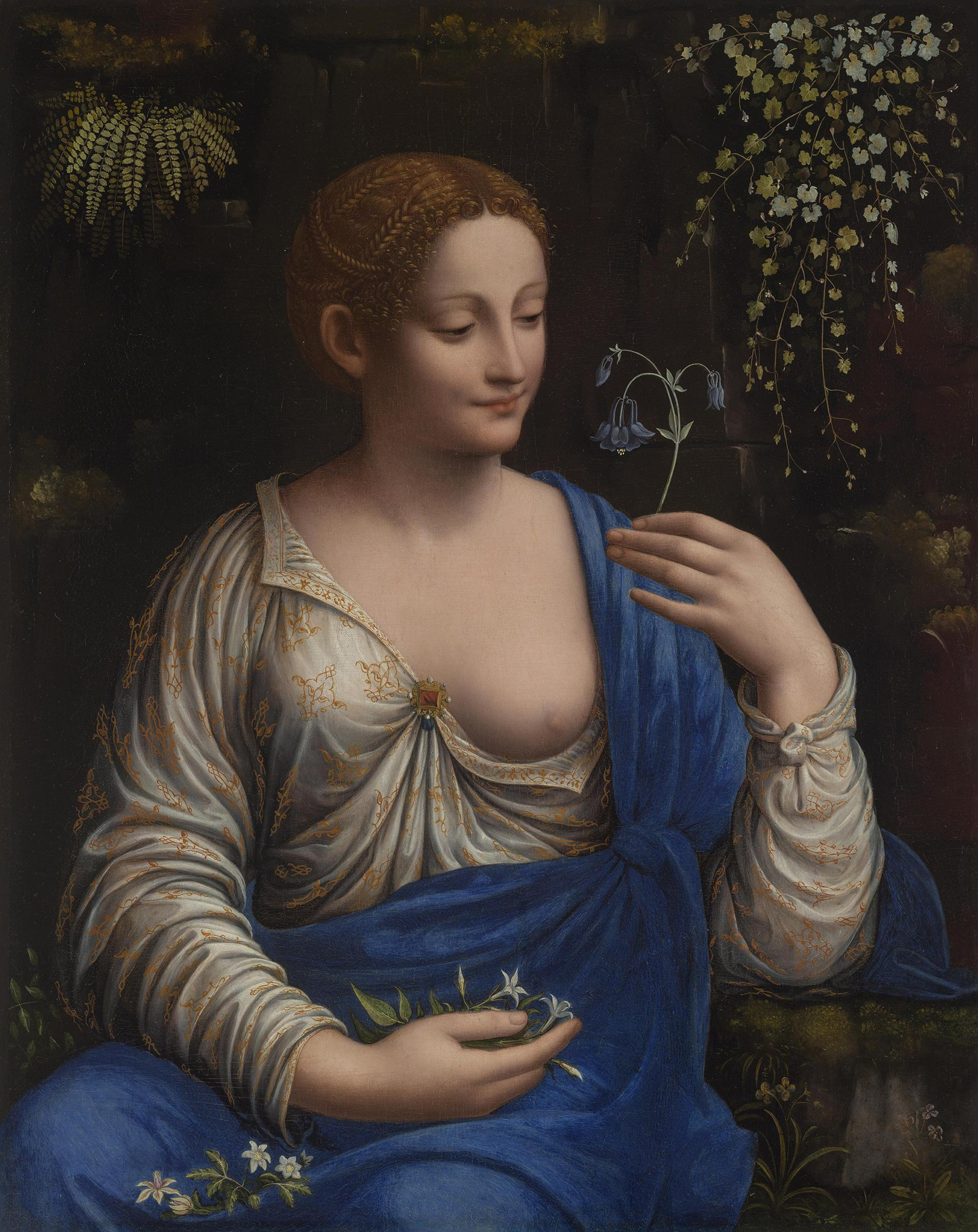
フランチェスコ・メルツィ『フローラ』 (1520年ごろ) 、板上に油彩 (キャンバスに移転)、76×63 センチ、エルミタージュ美術館 (ГЭ-107).

## キャリアと人生
フランチェスコ・メルツィの画家としてのキャリアはレオナルドと不可分に結びついており、彼が有名でないのはレオナルドの影に隠れているためなのかもしれない。ジークムント・フロイトの述べているところによると、才能のあったフランチェスコも含めレオナルドの弟子たちが成功しなかったのは、自身を師匠とは別の存在として区別できず、彼の死後に日の目を見なかったのである(p52)。1519年のレオナルドの死去以前には、フランチェスコのキャリアはほぼレオナルドの助手、そして執行人として成り立っていた。師匠と弟子というより父と息子のような彼らの親密な関係により、フランチェスコは連れ・秘書としてレオナルドを助け、世話をすることに満足していた。彼の主要な仕事は、『トリヴルツィオ手稿』 (文学的素養を深めようという意図のもとに書かれた文章やアイデアを収めた手稿)(p291) を編纂することであったが、この手稿は最後のページにフランチェスコ、またはレオナルドが「ミラノ」と記しているため、完全にミラノで著されたと想定されている(p291)。
フランチェスコはレオナルドが死去するまでいっしょにいた唯一の弟子であり、彼とともにミラノ、ローマ、フランスへと旅をした。シャルル2世・ダンボワーズがレオナルドの庇護者であったミラノに赴き(p408)、1513年にはローマに向かった。レオナルドが書いた手記には、「1513年9月24日、私はミラノを発ってローマに向かった。ジョヴァンニ・ボルトラッフィオ、フランチェスコ・デ・メルツィ、ロレンツォ・ディ・クレディ、イル・ファントイア (il Fantoia) といっしょであった」とある(p439)。ローマに3年滞在した後の1516年、フランチェスコはレオナルドに付き添ったフランスへと赴き(p18) 、アンボワーズのクロ・リュセ城に滞在した。この時期、フランス王フランソワ1世がレオナルドの庇護者であったが、フランス宮廷の口座書類はレオナルドの年俸を1000エキュ・ド・ソレイユ (écus de soleil) とした一方、フランチェスコ・メルツィは年俸として400エキュ・ド・ソレイユを受け取った(p503)。
フランスにおけるこの時期、レオナルドのもう1人の弟子ジャン・ジャコモ・カプロッティ (アンドレア・サライ) はレオナルドのもとを去り、イタリアのレオナルドの土地に家を建てたので、フランチェスコがレオナルドの死去までいっしょに仕事をした最後の弟子となった。フランチェスコはレオナルドの遺書の執行人かつ相続人であった。フランチェスコはレオナルドの公的な相続人であり、彼の手稿、素描、工房の材料、機械類を遺贈されたが、サライが1524年にレオナルドの絵画を受け取り、ミラノに持ち帰った(p371)。フランチェスコをレオナルドに結びつけた責任は、彼が死去した後、彼の晩年の著作を大切に保存することであった。レオナルドは死後に自身の著作が世界の人々と共有され、読まれることを望んだが、フランチェスコは決して完全にはこれを成し遂げることはなかった。

## 絵画論
フランチェスコ・メルツィは『絵画論』を創作したことで知られている。それは、「絵画について」という題名でレオナルドの何千枚もの注釈とスケッチを慎重に選択・編纂したもので、後に「絵画に関する論考」(Tratatto della Pittura) として知られることになった(pp8–9)。フランチェスコはレオナルドの手記を相続するや、広範にそれらを目録にし、おそらく出版する意図を持っていた。しかし、レオナルドの著作は16世紀の大半は人々の目に触れられることはなかった。
レオナルドの手記を出版するには至らなかったものの、メルツィの編纂努力は、彼が非常に大事にしていた晩年の師匠の著作を将来にわたって保存することを確実に保証するものとなった。メルツィはレオナルドの散乱した注釈を944の短い章に立てたが、原文を構成し、配置するのに大変な苦労をし、何ページかは空白のまま残した(pp8–9)。
ミラノの貴族であったため、メルツィは何千もの注釈のページを選別するのに人を雇ったに違いないが、彼はレオナルド独特の左利きの鏡文字、綴り、謎の多い略語による書式を解読できる唯一の人物であった(p19)。しかし、解読は序の口に過ぎなかった。
手稿が出版される以前、書生たちはメルツィの原文から少なくとも5つの写しを作成した。それらのうちのいくつかは現在、カリフォルニア大学ロサンゼルス校UCLA図書館の中のヴィンシアーナのエルマー・ベルト図書館に所蔵されている。メルツィは、レオナルドの著作のこれら出版前のヴァージョンをジョルジョ・ヴァザーリ、ロマッツォ (Lomazzo)、アントニオ・ガッディアーノ (Antonio Gaddiano)、カルダーノ (Cardano) などの当時の研究者に貸し出した。彼らの名前は現存する多くの手記の写しに記されている(p19)。メルツィの原本の手稿は、後に実際に出版された文書の準備と印刷につながることになったのである(p19)。
1570年のメルツィの死後、レオナルドの文書とメルツィが編纂したは手記は大切には保存されなかったが、それらは最終的に『絵画論』として出版されることになる。レオナルドの文書を保存することに加え、メルツィは実際に絵画のための数多くの素案を作成し、レオナルドの死に際し、未完成であった作品を仕上げた。
メルツィの息子オラツィオは弁護士であった。オラツィオは手記を相続したが、レオナルドのことも父フランチェスコが保存していた手記のこともほとんど知らず、そのため手記の価値も理解しなかった。それで、何年間も手記はオラツィオの屋根裏部屋に放置され、未出版のままであった(pp8–9)。ヴァプリオ・ダッダの家でオラツィオが死去した時、彼の相続者たちはフランチェスコが集めたレオナルドの著作を売却したため、それらは散逸し始め、行方がわからなくなった。

## 遺産
レオナルドの手稿を保存することに加えて、フランチェスコ・メルツィはレオナルドの遺産が将来の世代に荊書されるのに大きな貢献をしたといわれている(p116)。彼は師匠の死後に手稿、注釈、作品を所有していたため、次の世代の芸術家たちにレオナルドの天賦の才、技術、作品を共有させることができたのである(p116)。この「レオナルド主義 (Leonardismo) 」と呼ばれるレオナルドの遺産が将来の画家たちの様式と思考に与えた影響は、16世紀の間中継続したのである。
たとえば、メルツィの弟子ジロラモ・フィジーノ (Girolamo Figino) は、イタリアの研究者フランチェスコ・アルブツィオ (Francesco Albuzio) の著作『ミラノの画家、彫刻家、建築家の伝記のための覚書 (Memorie per servire alla storia de'pittori, scultori e architect milanesi)』(1776年) で「装飾写本家、フランチェスコ・メルツィの弟子」と記述されている(pp370–380)。ジロラモは彼の先達を参照した2点の絵画を制作した。『聖母と聖人たち』はメルツィの『ウェルトゥムヌスとポモナ』(ベルリン絵画館) に触発されたと考えられている。また、『マルゲリータ・コッレオーニ (Margherita Colleoni) の肖像』はレオナルドの『モナリザ』 (ルーヴル美術館) を参照しており、レオナルドの教えが彼の死後も継続したことの証左である。

## レオナルドとの関係

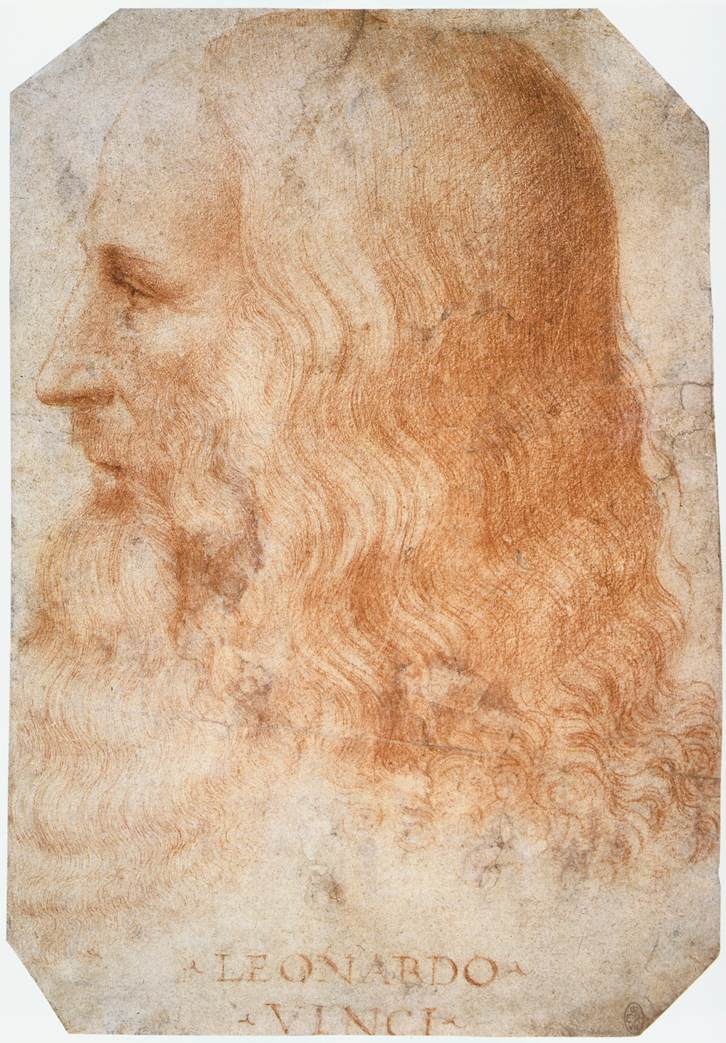
フランチェスコ・メルツィによるレオナルドの肖像

フランチェスコ・メルツィがレオナルドの工房の徒弟になった時から、彼の人生は概ね師匠のそれに重なることになった。レオナルドはミラノのメルツィ家で青年のフランチェスコに会った時にすぐに彼が気に入り、彼を徒弟として抱えた。フランチェスコはレオナルドの息子のようになり、レオナルドはフランチェスコの父親のようになって、フランチェスコはレオナルドが1519年に死去するまで付き添った。フランチェスコはすぐに師匠の伝説的な名声と天賦の才の背後にある彼の孤独に気づき、彼の面倒を見なくてはならないと感じ、生涯を彼に捧げた(p381)。レオナルドがメルツィ家に滞在した第2期ミラノ時代は、芸術と運河土木技術の面で彼の最も創作的な時代であるともみられている(p18)。この時期に、彼はマルテザーナ (Martesana) 運河の土木技術計画を立てたが、それは完成し、現在も使用されている(p18)。
2人は非常に親しく、一緒に暮らし、お互いを深くいたわりあったため、レオナルドとフランチェスコは同性愛の関係にあったのではないかという説がある。しかし、これらの説は議論されており、彼らの関係は決してプラトニックな、あるいは家族的な愛を越えることはなかったともいわれる(p23)。しかしながら、レオナルドの過去にもとづけば、同性愛的関係であったということはありうる。彼が女性といかなる性的、恋愛的関係を持ったという記述はない(p21) 。一方、彼は徒弟時代に当時禁止されていた同性愛的行為をアンドレア・デル・ヴェロッキオと行った咎で、放免されたとはいえ罪に問われているのである(p21)。
フランチェスコはまた、師匠の宗教的信条にも影響を与えた。科学の人として、レオナルドは特に信仰心は深くなかった。『画家・彫刻家・建築家列伝』の初版で、ヴァザーリは博学者レオナルドが異端信仰を持っていたことを責めたが、第2版ではこの言動を改め、レオナルドが「真摯にカトリック信仰の教義と、善で聖なるキリスト教を学ぼうと決意した」と述べている。フランチェスコは、師匠のキリスト教への献身を大袈裟に述べた可能性があるが、レオナルドが人生の終局で堅い信仰者となり、フランチェスコが彼に大きな影響を与えたのは真実である。彼らは多くの時間を一緒に過ごしたが、フランチェスコは非常に献身的なキリスト教徒であった。
実際、レオナルドの死の床に付き添ったのはフランチェスコと聖職者、すなわち、アンボワーズのサン・ドニ教会の神父、2人のフランシスコ会修道士、2人の司祭のみであった(p532)。フランチェスコがレオナルドに付き添った唯一の家族のような人物であったので、フランチェスコはレオナルドの弟たちに彼の死を伝えた。彼は、自身の手紙の中でレオナルドの弟子たちへの愛を「抑制のない、情熱的な愛」 (sviscerato e ardentissimo amore) であると記述した。

## 作品

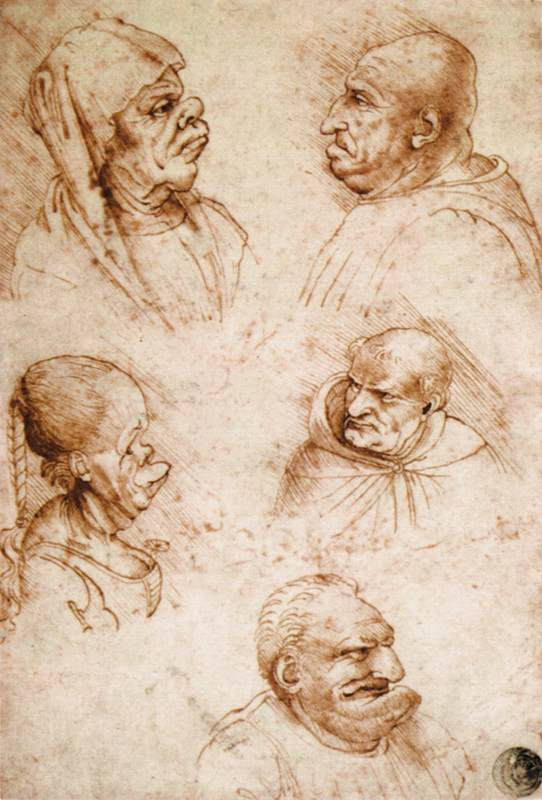
フランチェスコ・メルツィ『5つのグロテスクな頭部』 (1515年ごろ)

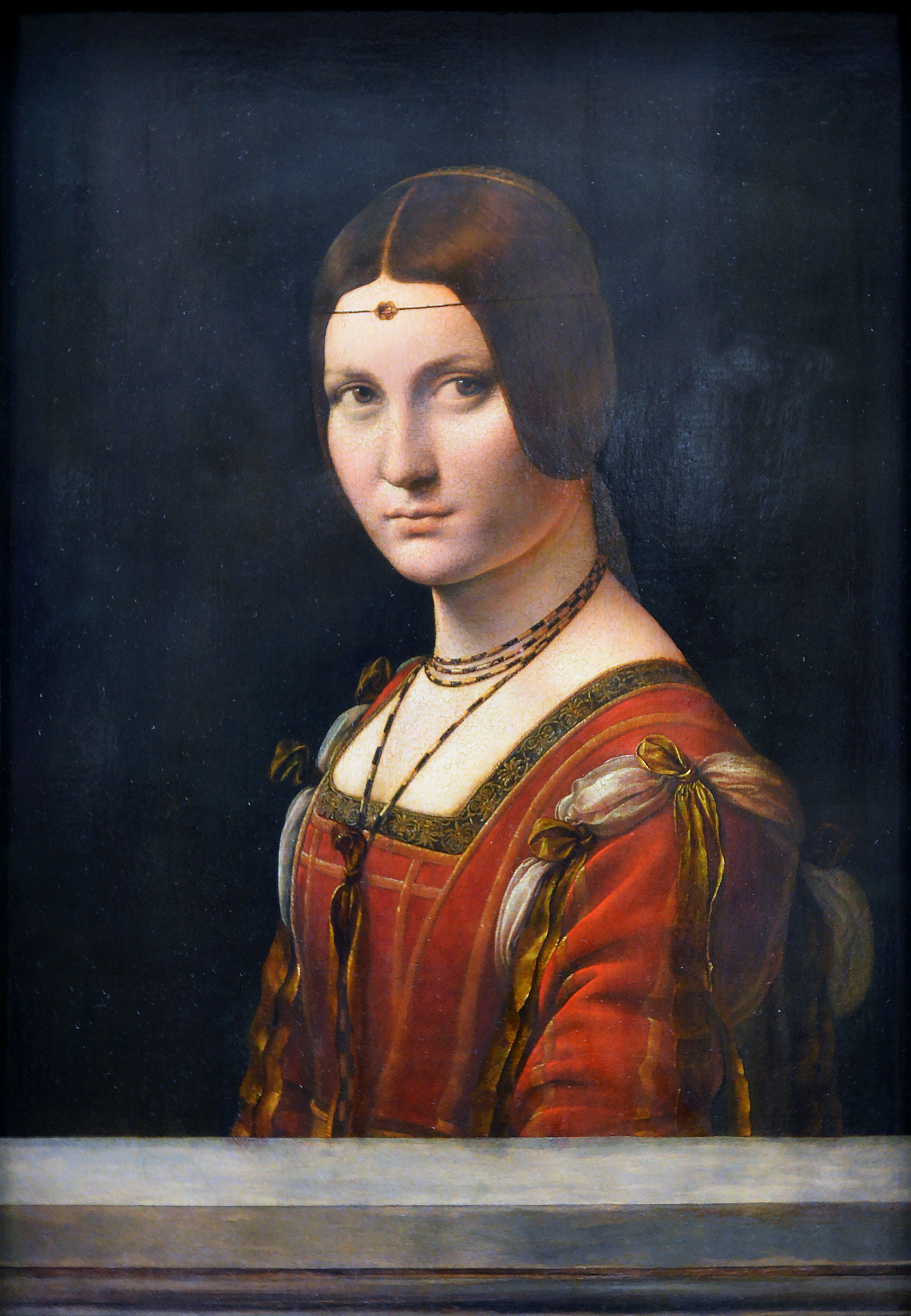
『ラ・ベル・フェロニエール』 (1517年)、ルーヴル美術館

レオナルド・ダ・ヴィンチは、フランチェスコのような非常に容貌のいい少年だけを弟子に選び、彼らが家族であるかのように非常な面倒をみた(p359)。フランチェスコ以外にも、チェーザレ・ダ・セスト、ジョヴァンニ・アントーニオ・ボルトラッフィオ、ジャン・ジャコモ・カプロッティ (アンドレア・サライ) などの弟子たちがいた。しかし、彼らは才能よりも魅力によって選ばれたので、あまり技術のある画家ではなく、大部分の研究者たちは、作品が質的に劣ることにもとづいて、彼らが制作した作品を特定化することはたやすいとみなしている(p359)。
1点の絵画を複数の芸術家が共同で制作するのは一般的な慣習であったので、レオナルドのあまり知られていない (質的にも劣る) 何点かの作品を弟子たちに帰属する慣例がある(p359)。これらの作品は、弟子たちによって制作された絵画にレオナルドが最終的な仕上げをした (その逆ではない) 作品として考慮できるであろう。フランチェスコ・メルツィは他の弟子たちと違い、彼に帰属されるわずかな質の高い完成作、素描、習作がある。彼は、1515年ごろの、レオナルドの横顔を非常に古典的に美しく荘重に描いた赤チョークの肖像画を制作した。この作品はおそらく、ヴァザーリ、アノニモ・ガッディアーノや後代の他の著者がレオナルドを「優美で美貌」の人物として描写する際に参照した作品である。
ミラノのアンブロジアーナ図書館にはメルツィに帰属される他の数点の素描がある。それらの中には『老人の頭部』があり、メルツィ自身が署名し、「1510 a dí 14 Augusto p.a caveat de relic Franchesco de Melzo de anti 17」 (8月14日に17歳のフランチェスコ・メルツィによりレリーフから採られた) と記されている(p116)。この素描紙の裏面には、描かれている男性の人物がアルトゥス・ボイジ (Artus Boysi) であると特定する注釈がある(p370–380)。この素描は紙の上に赤チョークで制作されており、メルツィが観察によって描く鋭い才を表しているが、紙面下部の彼の注釈により素描がほぼ間違いなくレオナルドのレリーフにもとづいていることを想定させる(p116)。メルツィがこれと同じ頭部を『ウェルトゥムヌスとポモナ』で用いていることもまた想定される。彼はまた、チョークの素描で『7人のカリカチュア』と『2つのグロテスクな頭部』に加えて『5つのグロテスクな頭部』を制作したが、それらはすべて同じ形式である。メルツィに帰属される多くの素描があるが、メルツィの様式はレオナルドの様式に非常に影響を受けているため類似しているので、それらが確実にメルツィのものであるかどうかは不明である(p120)
。
彼はまた何点かの絵画を制作しており、その中には比較的知られているものがある。『ウェルトゥムヌスとポモナ』はベルリン絵画館にあり、19世紀半ばまでレオナルドに帰属された『フローラ』はエルミタージュ美術館に展示されている(p18)。『ラ・ベル・フェロニエール』 (ルーヴル美術館) は不明の女性の肖像画であるが、作者は不確実である。ルーヴル美術館ではレオナルド・ダ・ヴィンチに帰属されているが、時にフランチェスコ・メルツィに帰属されており、レオナルドの工房に帰属されることもある(PLATE III. (a))。メルツィによるかメルツィに帰属される他の絵画としては、『泉のニンフ』 (ワシントン・ナショナル・ギャラリー)、『オウムを伴う若い男性の肖像』 (個人蔵、ミラノ) 、『聖アンナと聖母、仔羊を抱く幼子イエス』 (ウフィツィ美術館) などである(p370–380)
。
なお、『フローラ』はイタリアの歌手マンゴの2009年のアルバム『愛は窓』に登場している。